# راجيف ميهتا
راجيف ميهتا هو ممثل هندي، ولد في 14 يونيو 1950.

## وصلات خارجية
- راجيف ميهتا على موقع IMDb (الإنجليزية)
- راجيف ميهتا على موقع قاعدة بيانات الفيلم (الإنجليزية)
- راجيف ميهتا على موقع كينوبويسك (الروسية)